# Melvin Koliqi
Melvin Koliqi, född 1 november 2006, är en svensk fotbollsspelare som spelar för IFK Göteborg i Allsvenskan.

## Klubblagskarriär
Melvin Koliqis moderklubb är Holmalunds IF. Som 12-åring lämnade han klubben för spel i IFK Göteborg.
Efter att ha imponerat i ”Blåvitts” akademi A-lagsdebuterade Koliqi i träningsmatchen mot Vendsyssel den 19 januari 2024. En vecka senare följde den första starten i en 0-1-förlust mot Halmstads BK. Debuten följdes av att han fick följa med på seniorlagets träningsläger i Portugal. Några månader senare fick Koliqi också debutera i Allsvenskan, då han stod för ett inhopp i 2-5-förlusten mot AIK den 27 maj. Framträdandet blev det enda i högsta serien under året. Istället matchades Koliqi 2024 i IFK Göteborgs samarbetsklubb Västra Frölunda IF i division 2.

## Landslagskarriär
Melvin Koliqi har varit uttagen till flera U-landslagsläger med Sverige, men aldrig gjort någon landskamp.
I januari 2025 blev Koliqi uttagen till ett landslagsläger med Kosovos A-landslag.

## Karriärstatistik
| Klubb                    | Säsong             | Liga                       | Liga    | Liga | Nationell cup | Nationell cup | Internationell cup | Internationell cup | Övrigt  | Övrigt | Totalt  | Totalt |
| Klubb                    | Säsong             | Division                   | Matcher | Mål  | Matcher       | Mål           | Matcher            | Mål                | Matcher | Mål    | Matcher | Mål    |
| ------------------------ | ------------------ | -------------------------- | ------- | ---- | ------------- | ------------- | ------------------ | ------------------ | ------- | ------ | ------- | ------ |
| IFK Göteborg             | 2024               | Allsvenskan                | 1       | 0    | 0             | 0             | -                  | -                  | -       | -      | 1       | 0      |
| IFK Göteborg             | 2025               | Allsvenskan                | 0       | 0    | 0             | 0             | -                  | -                  | -       | -      | 0       | 0      |
| Totalt                   | Totalt             |                            | 1       | 0    | 0             | 0             | 0                  | 0                  | 0       | 0      | 1       | 0      |
| Västra Frölunda IF (lån) | 2024               | Division 2 Västra Götaland | 6       | 0    | -             | -             | -                  | -                  | -       | -      | 6       | 0      |
| Totalt i karriären       | Totalt i karriären | Totalt i karriären         | 7       | 0    | 0             | 0             | 0                  | 0                  | 0       | 0      | 7       | 0      |